# Владычино (муниципальный округ Егорьевск)
Влады́чино — деревня в муниципальном округе Егорьевск Московской области России. 

## География
Деревня Владычино расположена в восточной части муниципального округа Егорьевск, примерно в 22 километрах к юго-востоку от города Егорьевск. В 3,5 километрах к востоку от деревни протекает река Цна. Высота над уровнем моря 134 метров.

## Название
В письменных источниках деревня упоминается как село Старое (1577 год), Старое Владычня (1646 год), Владычино (1719 год), Владычня (1790 год), с середины XIX века — Владычино. Название от слова владыка, в XVI-XVII веках село числилось за Коломенским владыкой.

## История
До отмены крепостного права в России жители села относились к разряду государственных крестьян. После 1861 года деревня вошла в состав Парыкинской волости Егорьевского уезда.
В 1926 году село входило в Парыкинский сельсовет Починковской волости Егорьевского уезда.
До 1994 года Владычино входило в состав Подрядниковского сельсовета Егорьевского района, а в 1994—2006 годы — Подрядниковского сельского округа. В 2006-2015 годы входила в состав сельского поселения Юрцовское.
В 2015 году вошла в состав городского округа Егорьевск, образованного в том же году путем упразднения Егорьевского района и объединения всех его поселений в единый городской округ.

## Демография
В 1885 году в деревне проживало 282 человека, в 1905 году — 349 человек (167 мужчин, 182 женщины), а в усадьбе церковного причта 13 человек (5 мужчин и 8 женщин), в 1926 году — 383 человека (174 мужчины, 209 женщин). По переписи 2002 года — 13 человек (4 мужчины, 9 женщин). Население — 32 человек (2010).
| 1859 | 1868 | 1885 | 1905 | 1926 | 2002 | 2006 |
| ---- | ---- | ---- | ---- | ---- | ---- | ---- |
| 224  | ↘205 | ↗282 | ↗362 | ↗383 | ↘13  | ↗39  |
| 2010 |      |      |      |      |      |      |
| ↘32  |      |      |      |      |      |      |